# Love for Sale (Boney M.)
Love for Sale è il secondo album dei Boney M.

## Tracce
Lato A
1. Ma Baker (Frank Farian, Fred Jay, George Reyam (Hans-Jörg Mayer)) - 4:36
2. Love for Sale (Cole Porter) -  4:47
3. Belfast (Hillsbury, Deutscher, Menke) -  3:31
4. Have You Ever Seen the Rain? (John Fogerty) -  2:40
5. Gloria, Can You Waddle (Frank Farian, George Reyam) - 3:57

Lato B
1. Plantation Boy (Fred Jay, King) - 4:27
2. Sometimes I Feel Like a Motherless Child (Frank Farian, Liz Mitchell) - 4:58
3. Silent Lover (Frank Farian, Keith Forsey, Fred Jay) - 4:14
4. A Woman Can Change A Man (Frank Farian, Fred Jay) - 3:33
5. Still I'm Sad (Jim McCarty, Paul Samwell-Smith) - 4:34

## Formazione
- Liz Mitchell - voce solista (brani A2, A4, B1, B2, B4, B5), coro
- Marcia Barrett - voce solista (brani A3, B3), coro
- Frank Farian - voce solista (A5), coro
- Linda Blake - interprete di "Ma Baker" sulla traccia A1
- Bill Swisher - speaker nella traccia A1
- The Rhythm Machine - musicista
- Gary Unwinn - bassista
- Keith Forsey - batterista
- Todd Canedy - batterista
- Nick Woodland - chitarrista
- Johan Daansen - chitarrista
- Thor Baldursson - tastierista
- The Black Beautiful Circus - performers sulle tracce A5 e B5

## Supporto tecnico
- Frank Farian - Produttore
- Stefan/Stephen Klinkhammer - Direttore d'orchestra
- Christian Kolonovits - arrangiamento
- Johann Daansen  - arrangiamento
- Thor Baldursson  - arrangiamento
- Fred Schreier - ingegnere del suono
- Hartmut Pfannmüller - ingegnere del suono
- John Lund - ingegnere del suono
- Michael Lammert - ingegnere del suono
- Registrato presso gli Union Studios a Monaco di Baviera e presso l'Europe Sound Studios a Offenbach.